# Danh sách câu lạc bộ bóng đá ở Cabo Verde
Đây là danh sách các câu lạc bộ bóng đá ở Cabo Verde.
Về danh sách đầy đủ, xem Thể loại:Câu lạc bộ bóng đá Cabo Verde

## Từ khóa
| Từ khóa thay đổi hạng đấu                                                                                |
| --- |
| Câu lạc bộ mới                                                                                           |
| Câu lạc bộ được thăng hạng cao hơn, vô địch hoặc á quân giải khu vực được tham gia giải vô địch quốc gia |
| Câu lạc bộ chuyển giữa các hạng đấu ở cùng cấp độ                                                        |
| Câu lạc bộ bỏ giải hoặc tự nguyện giáng xuống cấp độ thấp hơn                                            |
| Câu lạc bộ xuống hạng thấp hơn                                                                           |
| Hạng đấu thấp nhất chỉ gồm một hạng đấu                                                                  |

### A
| Câu lạc bộ                         | Địa điểm                           | Giải đấu/Hạng đấu (Khu vực)          | Cấp độ         | Thay đổi từ mùa giải 2015–16                                          |
| ---------------------------------- | ---------------------------------- | ------------------------------------ | -------------- | --------------------------------------------------------------------- |
| ABC de Patim                       | Patim                              | Fogo Island Second Division          | 3              |                                                                       |
| Académica da Brava                 | Vila Nova Sintra                   | Brava Island League                  | 2              |                                                                       |
| Académica do Sal                   | Espargos                           | Sal Island League                    | 2              |                                                                       |
| Académica do Mindelo               | Académica do Mindelo               | São Vicente Island League            | 2              |                                                                       |
| Associação Académica do Porto Novo | Associação Académica do Porto Novo | Southern Santo Antão Regional League | 2              | Giành quyền tham dự Giải vô địch quốc gia với tư cách vô địch khu vực |
| Académica da Praia                 | Académica da Praia                 | Southern Santiago Premier Division   | 2              |                                                                       |
| Académica da Preguiça              | Académica da Preguiça              | São Nicolau Island League            | 2              |                                                                       |
| Académica da Calheta               | Académica da Calheta               | Maio Island Premier Division         | 2              |                                                                       |
| Académica Operária                 | Sal Rei                            | Boa Vista Island League              | 2              |                                                                       |
| Academico 83                       | Cidade do Maio                     | Maio Island League                   | 2              | Giành quyền tham dự Giải vô địch quốc gia với tư cách vô địch khu vực |
| Académico do Aeroporto             | Espargos                           | Sal Island Premier Division          | 2              | Giành quyền tham dự Giải vô địch quốc gia với tư cách vô địch khu vực |
| Achada Fluminense                  |                                    | Fogo Island League                   | Không tham gia | Không tham gia                                                        |
| ADEC                               | Calheta de São Miguel              | Northern Santiago Second Division    | 3              |                                                                       |
| África Show                        | Rabil                              | Boa Vista Island League              | 2              |                                                                       |
| AJAT'SN                            | Tarrafal do São Nicolau            | São Nicolau Island League            | 2              |                                                                       |
| GD Amarantes                       | Mindelo                            | São Vicente Island League            | 3              | Xuống giải hạng nhì khu vực                                           |
| Os Amigos                          | Assomada                           | Northern Santiago Second Division    | 2              |                                                                       |
| Asa Grande                         | Praia                              | Southern Santiago Second Division    | 3              |                                                                       |
| ASGUI                              | Espargos                           | Sal Island Premier Division          | 3              | Xuống giải hạng nhì khu vực                                           |
| Atlântico                          |                                    | Fogo Island Second Division          | 3              |                                                                       |
| Atlético                           |                                    | Fogo Island Second Division          | 3              |                                                                       |
| SC Atlético                        | Ribeira Brava                      | São Nicolau Island League            | 2              | Giành quyền tham dự Giải vô địch quốc gia với tư cách vô địch khu vực |

### B
| Câu lạc bộ             | Địa điểm                         | Giải đấu/Hạng đấu (Khu vực)           | Cấp độ | Thay đổi từ mùa giải 2015–16 |
| ---------------------- | -------------------------------- | ------------------------------------- | ------ | ---------------------------- |
| AD Bairro              | Khu vực Craveiro Lopes của Praia | Southern Santiago Premier Division    | 2      |                              |
| Barcelona (Tarrafal)   | Tarrafal                         | Northern Santiago Regional League     | 2      |                              |
| Barreirense            | Barreiro                         | Maio Island League                    | 2      |                              |
| Batuque FC             | Mindelo                          | São Vicente Premier Division          | 2      |                              |
| Baxada                 | Cova Figueira                    | Fogo Island Premier Division          | 2      |                              |
| FC Belo Horizonte      | Juncalinho                       | São Nicolau Island League             | 2      |                              |
| Beira-Mar              | Ribeira Grande                   | Northern Santo Antão Premier Division | 2      |                              |
| Beira-Mar (Maio)       | Cidade do Maio                   | Maio Island League                    | 2      |                              |
| Beira-Mar              | Tarrafal                         | Northern Santiago Regional League     | 2      |                              |
| Benfica                |                                  | Brava Island League                   | 2      |                              |
| Benfica                | Praia                            | Southern Santiago Second Division     | 3      |                              |
| Benfica                | Santa Cruz                       | Northern Santiago Regional League     | 2      |                              |
| Boavista Futebol Clube | Praia                            | Southern Santiago Premier Division    | 2      |                              |
| Botafogo FC            | São Filipe                       | Fogo Premier Division                 | 2      |                              |
| Brasilim               |                                  | Fogo Second Division                  | 3      |                              |

### C
| Câu lạc bộ                 | Địa điểm                                | Giải đấu/Hạng đấu (Khu vực)       | Cấp độ | Thay đổi từ mùa giải 2015–16 |
| -------------------------- | --------------------------------------- | --------------------------------- | ------ | ---------------------------- |
| Sport Clube Caleijão       | Sport Clube Caleijão                    | São Nicolau Island League         | 3      | Không tham gia               |
| Calhau                     | Calhau                                  | São Vicente Second Division       | 3      |                              |
| GS Castilho                | Mindelo                                 | São Vicente Second Division       | 3      |                              |
| Celtic FC                  | Achadinha de Baixo neighbourhood, Praia | Southern Santiago Second Division | 2      |                              |
| Chã de Matias              |                                         | Sal Island Second Division        | 3      |                              |
| Chão Bom or Tchom Bom      | Chão Bom                                | Santiago Island Second Division   | 3      |                              |
| SC Corinthians São Vicente | Mindelo                                 | São Vicente Second Division       | 3      |                              |
| Clube Desportivo Corôa     | Nossa Senhora do Monte village          | Brava Island League               | 2      |                              |
| Cruzeiro                   |                                         | Maio Island League                | 2      |                              |
| Cutelinho FC               | Mosteiros                               | Fogo Premier Division             | 2      |                              |

### D
| Câu lạc bộ               | Địa điểm                 | Giải đấu/Hạng đấu (Khu vực)        | Cấp độ | Thay đổi từ mùa giải 2015–16                                          |
| ------------------------ | ------------------------ | ---------------------------------- | ------ | --------------------------------------------------------------------- |
| GDRC Delta               | Praia                    | Southern Santiago Second Divison   | 3      | Xuống giải hạng nhì khu vực                                           |
| Delta Cultura            | Tarrafal                 | Northern Santiago Second Division  | 3      |                                                                       |
| FC Derby                 | Mindelo                  | São Vicente Premier Division       | 2      | Giành quyền tham dự Giải vô địch quốc gia với tư cách á quân          |
| Desportivo de Assomada   | Desportivo de Assomada   | Northern Santiago Island League    | 2      |                                                                       |
| Desportivo da Praia      | Desportivo da Praia      | Southern Santiago Premier Division | 2      | Giành quyền tham dự Giải vô địch quốc gia với tư cách vô địch khu vực |
| Desportivo de Santa Cruz | Desportivo de Santa Cruz | Northern Santiago Island League    | 2      |                                                                       |
| Dynamo de Cova Figueira  | Dynamo de Cova Figueira  | Fogo Island League                 | 4      | Không tham gia                                                        |

### E
| Câu lạc bộ                | Địa điểm                  | Giải đấu/Hạng đấu (Khu vực)       | Cấp độ | Thay đổi từ mùa giải 2015–16 |
| ------------------------- | ------------------------- | --------------------------------- | ------ | ---------------------------- |
| Esperança                 |                           | Fogo Island Second Division       | 3      |                              |
| Esperança Assomada        | Assomada                  | Santiago Regional Second Division | 3      |                              |
| Desportivo Estância Baixo | Desportivo Estância Baixo | Boa Vista Island League           | 2      |                              |
| Estrela dos Amadores      | Tarrafal                  | Northern Santiago Regional League | 2      |                              |

### F
| Câu lạc bộ            | Địa điểm                    | Giải đấu/Hạng đấu (Khu vực)           | Cấp độ | Thay đổi từ mùa giải 2015–16 |
| --------------------- | --------------------------- | ------------------------------------- | ------ | ---------------------------- |
| Falcões do Norte      | Chã de Alecrim, Mindelo     | São Vicente Premier Division          | 2      |                              |
| Farense, SC           | South Mindelo               | São Vicente Premier Division          | 2      |                              |
| Fiorentina            | Calabaceira in Praia        | Southern Santiago Second Division     | 3      |                              |
| GDRC Fiorentina       | Porto Novo                  | Northern Santo Antão Premier Division | 2      |                              |
| Florença              | Espargos                    | Sal Island Premier Division           | 2      |                              |
| Flor Jovem da Calheta | Flor Jovem da Calheta       | Northern Santiago Regional League     | 2      |                              |
| Foguetões             | Eito, Upper Ribeira do Paul | Northern Santo Antão Premier Division | 2      | Eito                         |
| Figueirense           | Figueira da Horta           | Maio Second Division                  | 3      |                              |

### G
| Câu lạc bộ   | Địa điểm | Giải đấu/Hạng đấu (Khu vực)      | Cấp độ | Thay đổi từ mùa giải 2015–16 |
| ------------ | -------- | -------------------------------- | ------ | ---------------------------- |
| Os Garridos  | Praia    | Santiago Island Premier Division | 2      |                              |
| Gaviões      |          | Sal Island Second Division       | 3      |                              |
| Grito d'Povo | Povo     | Fogo Island Second Division      | 2      |                              |

### I
| Câu lạc bộ          | Địa điểm                             | Giải đấu/Hạng đấu (Khu vực)          | Cấp độ | Thay đổi từ mùa giải 2015–16 |
| ------------------- | ------------------------------------ | ------------------------------------ | ------ | ---------------------------- |
| Inter Cutelo        | Cutelo in Assomada                   | Northern Santiago Second Division    | 3      |                              |
| Inter de Porto Novo | Southern Santo Antão Regional League | 2                                    |        |                              |
| Irmãos Unidos       | Paul                                 | Northern Santo Antão Second Division | 3      |                              |

### J
| Câu lạc bộ            | Địa điểm              | Giải đấu/Hạng đấu (Khu vực)           | Cấp độ | Thay đổi từ mùa giải 2015–16 |
| --------------------- | --------------------- | ------------------------------------- | ------ | ---------------------------- |
| Janela                | Janela                | Northern Santo Antão Premier Division | 2      |                              |
| Jovens Unidos         |                       | Sal Regional Second Division          | 3      |                              |
| Juventude da Furna    | Juventude da Furna    | Brava Island League                   | 2      |                              |
| Juventude de Assomada | Juventude de Assomada | Northern Santiago Second Division     | 3      |                              |
| Juventude do Norte    | Juventude do Norte    | Boa Vista Island League               | 2      |                              |
| Juventude             | Espargos              | Sal Premier Division                  | 2      |                              |
| Associação Juventus   |                       | Northern Santiago Second Division     | 3      |                              |

### K
| Câu lạc bộ | Địa điểm | Giải đấu/Hạng đấu (Khu vực)       | Cấp độ | Thay đổi từ mùa giải 2015–16 |
| ---------- | -------- | --------------------------------- | ------ | ---------------------------- |
| Kumunidade | Praia    | Southern Santiago Second Division | 3      |                              |

### L
| Câu lạc bộ              | Địa điểm                | Giải đấu/Hạng đấu (Khu vực)        | Cấp độ | Thay đổi từ mùa giải 2015–16 |
| ----------------------- | ----------------------- | ---------------------------------- | ------ | ---------------------------- |
| Lagedos FC, hay Lagedos | Lagedos FC, hay Lagedos | Southern Santo Antão Island League | 2      |                              |
| Eugênio Lima            | Praia                   | Southern Santiago Premier Division | 2      |                              |
| Luzabril                |                         | Fogo Second Division               | 3      |                              |

### M
| Câu lạc bộ                | Địa điểm         | Giải đấu/Hạng đấu (Khu vực)        | Cấp độ | Thay đổi từ mùa giải 2015–16                                         |
| ------------------------- | ---------------- | ---------------------------------- | ------ | -------------------------------------------------------------------- |
| CS Marítimo               | Porto Novo       | Southern Santo Antão Island League | 2      | Bỏ giải vì lý do tài chính                                           |
| CS Mindelense             | Mindelo          | São Vicente Premier Division       | 2      | Qualified into the 2015 Cabo Verdean National Championship as winner |
| Miramar                   |                  | Maio Island Second Division        | 3      |                                                                      |
| SC Morabeza               | Vila Nova Sintra | Brava Island League                | 2      |                                                                      |
| Morrerense or Morreirense | Morreiro         | Maio Premier Division              | 2      |                                                                      |

### N
| Câu lạc bộ                  | Địa điểm                | Giải đấu/Hạng đấu (Khu vực)     | Cấp độ | Thay đổi từ mùa giải 2015–16 |
| --------------------------- | ----------------------- | ------------------------------- | ------ | ---------------------------- |
| Grémio Desportivo de Nhagar | Assomada                | Northern Santiago Island League | 2      |                              |
| Nova Era                    |                         | Fogo Second Division            | 3      |                              |
| Nova Geração                |                         | Sal Second Divsiion             | 3      |                              |
| Nô Pintcha                  | Nova Sintra             | Brava Island League             | 2      |                              |
| Nô Pintcha do Mosteiros     | Nô Pintcha do Mosteiros | Fogo Premier Division           | 2      |                              |

### O
| Câu lạc bộ    | Địa điểm       | Giải đấu/Hạng đấu (Khu vực) | Cấp độ | Thay đổi từ mùa giải 2015–16 |
| ------------- | -------------- | --------------------------- | ------ | ---------------------------- |
| Onze Estrelas | Bofarreira     | Boa Vista Island League     | 2      |                              |
| Onze Unidos   | Cidade do Maio | Maio Premier Division       | 2      |                              |

### P
| Câu lạc bộ                                                   | Địa điểm                                                     | Giải đấu/Hạng đấu (Khu vực)           | Cấp độ | Thay đổi từ mùa giải 2015–16 |
| ------------------------------------------------------------ | ------------------------------------------------------------ | ------------------------------------- | ------ | ---------------------------- |
| GD Palmeira                                                  | Santa Maria                                                  | Sal Island Premier Division           | 2      |                              |
| Parque Real                                                  |                                                              | Fogo Second Division                  | 3      |                              |
| Paulense Desportivo Clube                                    | Paul                                                         | Northern Santo Antão Premier Division | 2      |                              |
| Ponta de Pom, also as Ponta Pon, Ponta d'Pon and Ponta d'Pom | Ponta de Pom, also as Ponta Pon, Ponta d'Pon and Ponta d'Pom | São Vicente Second Division           | 3      |                              |
| Futebol Clube Praia Branca                                   | Futebol Clube Praia Branca                                   | São Nicolau Island League             | 2      |                              |

### R
| Câu lạc bộ       | Địa điểm                                        | Giải đấu/Hạng đấu (Khu vực)          | Cấp độ | Thay đổi từ mùa giải 2015–16         |
| ---------------- | ----------------------------------------------- | ------------------------------------ | ------ | ------------------------------------ |
| Real Júnior      | Chão Bom/Tarrafal                               | Northern Santiago Island League      | 2      |                                      |
| Real Marítimo    | Cascabulho                                      | Maio Island League                   | 2      | Thăng hạng Regional Premier Division |
| Relâmpago        |                                                 | Santiago Regional Second Division    | 3      | Câu lạc bộ mới                       |
| CD Ribeira Brava | CD Ribeira Brava                                | São Nicolau Island League            | 2      |                                      |
| Ribeira Bote     | Ribeira Bote                                    | São Vicente Second Division          | 3      | Thăng hạng Regional Premier Division |
| Ribeira Grande   | Ribeira Grande                                  | Southern Santiago Second Division    | 3      |                                      |
| Rosariense Clube | Ribeira Grande, Nossa Senhora do Rosário parish | Northern Santo Antão Second Division | 3      |                                      |

### S
| Câu lạc bộ                                   | Địa điểm                                     | Giải đấu/Hạng đấu (Khu vực)           | Cấp độ | Thay đổi từ mùa giải 2015–16                                          |
| -------------------------------------------- | -------------------------------------------- | ------------------------------------- | ------ | --------------------------------------------------------------------- |
| Salamansa FC                                 | Salamansa                                    | São Vicente Premier Division          | 2      |                                                                       |
| Sal Rei FC, also as SC Sal-Rei or SC Sal Rei | Sal Rei FC, also as SC Sal-Rei or SC Sal Rei | Boa Vista Island League               | 2      | Giành quyền tham dự Giải vô địch quốc gia với tư cách vô địch khu vực |
| Santa Clara                                  | Alcatraz, Pilão Cão                          | Maio Regional Second Division         | 3      | Câu lạc bộ mới                                                        |
| SC Santa Maria                               | SC Santa Maria                               | Sal Premier Division                  | 2      |                                                                       |
| Santana de Morrinho                          | Santana de Morrinho                          | Maio Premier Division                 | 2      |                                                                       |
| Sanjoanense                                  |                                              | Boa Vista Island League               | 2      |                                                                       |
| Sanjoanense (Porto Novo)                     | Sanjoanense (Porto Novo)                     | Southern Santo Antão Island League    | 2      | Trở lại sau một mùa giải không thi đấu vì lý do tài chính             |
| Santo André                                  | Norte                                        | Southern Santo Antão Island League    | 2      | Trở lại sau hai mùa giải không thi đấu vì lý do tài chính             |
| Santo Crucifíxio                             | Coculi                                       | Northern Santo Antão Premier Division | 2      | Thăng hạng Regional Premier Division                                  |
| São Pedro Apostolo                           | Garça de Cima                                | Northern Santo Antão Second Division  | 3      |                                                                       |
| Scorpions Vermelho                           | Santa Cruz                                   | Northern Santiago Island League       | 2      |                                                                       |
| CD Sinagoga                                  | CD Sinagoga                                  | Northern Santo Antão Premier Division | 2      | Giành quyền tham dự Giải vô địch quốc gia với tư cách vô địch khu vực |
| Solpontense Futebol Clube                    | Ponta do Sol                                 | Northern Santo Antão Second Division  | 3      | Xuống giải hạng nhì khu vực                                           |
| Spartak d'Aguadinha                          | Spartak d'Aguadinha                          | Fogo Premier Division                 | 2      |                                                                       |
| Sporting Clube da Boa Vista                  | Sal Rei                                      | Boa Vista Island League               | 2      |                                                                       |
| Sporting Clube da Brava                      | Nova Sintra                                  | Brava Island League                   | 2      | Giành quyền tham dự Giải vô địch quốc gia với tư cách vô địch khu vực |
| Sporting Clube do Porto Novo                 | Sporting Clube do Porto Novo                 | Southern Santo Antão Island League    | 2      |                                                                       |
| Sporting Clube da Praia                      | Sporting Clube da Praia                      | Southern Santiago Premier Division    | 2      |                                                                       |

### T
| Câu lạc bộ                 | Địa điểm                                     | Giải đấu/Hạng đấu (Khu vực)          | Cấp độ | Thay đổi từ mùa giải 2015–16               |
| -------------------------- | -------------------------------------------- | ------------------------------------ | ------ | ------------------------------------------ |
| FC Talho                   |                                              | São Nicolau Island League            | 2      |                                            |
| Tarrafal FC de Monte Trigo | Tarrafal FC de Monte Trigo                   | Southern Santo Antão Island League   | 2      | Bỏ giải vì lý do tài chính                 |
| Tchadense                  | Praia                                        | Southern Santiago Premier Division   | 2      | Promoted into the regional second division |
| Tira Chapêu                | Tira Chapêu, Palmarejo and Cidadela in Praia | Southern Santiago Second Division    | 3      | Câu lạc bộ mới                             |
| Torreense                  | Xoxo and Ribeira da Torre including Corda    | Northern Santo Antão Second Division | 3      | Câu lạc bộ mới                             |
| CD Travadores              | Praia                                        | Southern Santiago Premier Division   | 2      |                                            |

### U
| Câu lạc bộ            | Địa điểm              | Giải đấu/Hạng đấu (Khu vực)        | Cấp độ | Change from 2014–15                                                   |
| --------------------- | --------------------- | ---------------------------------- | ------ | --------------------------------------------------------------------- |
| FC Ultramarina        | Ribeira Brava         | São Nicolau Island League          | 2      | Giành quyền tham dự Giải vô địch quốc gia với tư cách vô địch khu vực |
| Unidos do Norte       |                       | Southern Santiago Premier Division | 2      |                                                                       |
| União de São Lourenço | União de São Lourenço | Fogo Second Division               | 3      |                                                                       |
| União Picos           |                       | Northern Santiago Regional League  | 3      |                                                                       |

### V
| Câu lạc bộ    | Địa điểm          | Giải đấu/Hạng đấu (Khu vực)        | Cấp độ | Thay đổi từ mùa giải 2015–16                                          |
| ------------- | ----------------- | ---------------------------------- | ------ | --------------------------------------------------------------------- |
| Valência      | As Hortas         | Fogo Premier Division              | 2      |                                                                       |
| Varanda       | Praia             | Southern Santiago Premier Division | 2      | Xuống giải hạng nhì khu vực                                           |
| Varandinha    | Tarrafal          | Northern Santiago Island League    | 2      | Giành quyền tham dự Giải vô địch quốc gia với tư cách vô địch khu vực |
| SC Verdun     | Sal Island League |                                    | 2      |                                                                       |
| Vilanova      | Praia             | Southern Santiago Second Division  | 3      |                                                                       |
| Vitória FC    | Praia             | Southern Santiago Premier Division | 2      |                                                                       |
| Vulcânicos FC | São Filipe        | Fogo Premier Division              | 2      | Giành quyền tham dự Giải vô địch quốc gia với tư cách vô địch khu vực |

## Câu lạc bộ cũ
| Câu lạc bộ     | Địa điểm     | Giải đấu/Hạng đấu (Khu vực)           | Founded | Dissolved | Status                                      |
| -------------- | ------------ | ------------------------------------- | ------- | --------- | ------------------------------------------- |
| Àfrica Negra   | Milho Branco | Santiago Island League                | 1990s   | 2000s     |                                             |
| Andorinha      | São Domingos | Santiago South Regional Championships |         |           | bây giờ là một phần của Os Garridos         |
| Avenida 77     | North Praia  | Santiago South Regional Championships | 2006    | 2009      | bây giờ là một phần của Unidos do Norte     |
| Black Panthers | Praia        | Santiago South Regional Championships | 2006    | 2008      | câu lạc bộ không còn tồn tại                |
| Jentabus       | North Praia  | Santiago South Regional Championships | 2006    | 2009      | bây giờ là một phần của Unidos do Norte     |
| Lapaloma       | Praia        | Santiago South Regional Championships |         | 2013      | bây giờ là một phần của một câu lạc bộ khác |
| Paiol          | Paol, Praia  | Santiago South Regional Championships | 1990s   | 2005      | bây giờ là một phần của Unidos do Norte     |
| Praia Rural    | Praia Rural  | Santiago South Island League          | 1990s   | 2005      | bây giờ là một phần của Unidos do Norte     |